# Associació de Professionals de la Dansa de Catalunya
L'Associació de Professionals de la Dansa de Catalunya (APdC) és una associació de caràcter sindical i sense afany de lucre creada l'any 1987 amb l'objectiu d'agrupar els professionals de la dansa a Catalunya (ballarins, coreògrafs, pedagogs, especialistes en salut i dansa, productors i gestors culturals de dansa, mànagers de companyies i totes aquelles persones que tenen una activitat professional relacionada amb la dansa), així com els estudiants d'aquesta disciplina, i defensar els seus interessos.

## Història
Al desembre del 1987, un grup de ballarins residents a Barcelona – Montserrat Colomé, Óscar Dasí, Elisa Huertas, M. Antònia Gelabert, Francesc Bravo, Andreu Bresca, Eulàlia Sagarra, Marta Almirall i Jordi Cardoner – va fundar l'Associació de Ballarins i Coreògrafs Professionals de Catalunya, amb l'objectiu de vetllar pels interessos d'una professió reconeguda socialment de manera força efímera, ja que, més enllà de festivals internacionals en què les companyies catalanes gaudien de cert renom, a Catalunya hi mancaven tota mena de regularitzacions salarials, jurídiques i curriculars.
L'associació –que el 1994 passava a anomenar-se Associació de Professionals de la Dansa de Catalunya, amb la finalitat d'obrir les portes a tot el sector– representa actualment més de 400 socis davant les institucions i, a banda, promou i dona suport a iniciatives per millorar les condicions laborals, el desenvolupament professional i el reconeixement social de la dansa. Ha estat impulsora del Pla Integral de la Dansa –un document clau que estableix les línies marc d'actuació en el sector, aprovat al setembre del 2009– juntament amb l'Associació de Companyies Professionals de Dansa de Catalunya, nascuda l'any 2006 per establir ponts de col·laboració entre les diferents companyies, i amb la tasca d'apropar necessitats creatives i empresarials. Gelabert-Azzopardi, Lanònima Imperial, Erre que Erre, Senza Tempo, Roberto G. Alonso i Thomas Noone Dance són algunes de les 18 companyies que integren l'associació.